# Uông Trực (hải tặc)
Uông Trực (chữ Hán: 汪直, ? – 25 tháng 12, 1559) hay Vương Trực (王直) , còn có tên là Ngũ Phong (五峰), hiệu là Ngũ Phong thuyền chủ, người huyện Hấp, phủ Huy Châu, tỉnh Nam Trực Lệ , thương nhân, thủ lĩnh cướp biển đời Minh.

## Cuộc đời

### Thiếu thời
Tương truyền vào lúc Uông Trực sanh ra thì xuất hiện điềm lạ . Ông "từ nhỏ bơ vơ, tính hào hiệp, lại khỏe mạnh và nhiều mưu kế, thích giúp đỡ, nên được mọi người tin cậy" .
Năm Gia Tĩnh 19 (1540), Uông Trực cùng bọn Từ Duy Học, Diệp Tông Mãn tại Quảng Đông đóng thuyền đi biển  "đem những thứ hàng cấm là thuốc nổ, tơ lụa đến các nước Nhật Bản, Xiêm La, Tây Dương đi lại buôn bán", tìm kiếm lợi ích to lớn. Vì buôn bán theo đường biển bấy giờ là hoạt động phi pháp, nên ban đầu Uông Trực gia nhập tập đoàn tội phạm của người đồng hương là Hứa Đống, "mời gọi rợ Phật Lãng Cơ , đi lại vùng biển Chiết Giang, đỗ thuyền ở cảng Song Tự , tổ chức buôn bán" .

### Triều đình chiêu hàng
Hứa Đống và Lý Quang Đầu nối nhau bị tướng Minh là Chu Hoàn tiễu diệt, Uông Trực bèn tổ chức lực lượng, tự lập làm thuyền chủ. "Bèn nổi mưu tà, chiêu tụ vong mệnh, câu dẫn bọn nô tài Uy khấu là Đa Lang, Thứ Lang, Tứ Trợ Tứ Lang, chế tạo cự hạm, nối phảng dài 120 bộ, có thể chứa 2.000 người, trên có thể ruổi ngựa" . Uông Trực trở thành thủ lĩnh một tập đoàn buôn bán trên biển, tiếp nhận lời mời của Đại danh Tùng Phổ Long Tín (Matsura Takanobu) của Nhật Bản (bấy giờ là thời kỳ Chiến Quốc), lấy đảo Bình Hộ (Hirado) ở nước Phì Tiền (Hizen) thuộc Cửu Châu (Kyushu) làm căn cứ, giúp việc buôn bán trên biển.
Năm Gia Tĩnh thứ 21 (1542), Uông Trực ở đảo Bình Hộ dựng nước, quốc hiệu là Tống, tự xưng Huy vương . Nhà Minh phái tổng binh Du Đại Du vây diệt Uông Trực, Uông Trực sai bọn Từ Hải, Trần Đông, Tiêu Hiển, Ma Diệp cấu kết Uy khấu. Năm thứ 31 (1552), ông thôn tính thủ lĩnh cướp biển Phúc Kiến là Trần Tư Phán. Bấy giờ "bọn cướp trên biển nếu không chịu sự tiết chế của (Vương) Trực thì không thể tồn tại" .
Tháng 4 năm thứ 33 (1554), Hồ Tôn Hiến ra nhiệm chức Chiết Giang tuần án giám sát ngự sử, quan hàm đến Binh bộ tả thị lang kiêm Đô sát viện tả thiêm đô ngự sử, Tổng đốc quân vụ các nơi Nam Trực Lệ, Chiết, Phúc, nhận lấy trọng trách chống Uy khấu ở duyên hải đông nam.
Sau khi tìm hiểu kỹ gia cảnh và con người Uông Trực, Hồ Tôn Hiến cùng các mưu sĩ lập ra kế hoạch tỉ mỉ để chiêu dụ. Đầu tiên là nhắm vào gia nhân họ Vương. Tôn Hiến lấy danh nghĩa là tình đồng hương, ra lệnh phóng thích mẹ và vợ Uông Trực đang bị giam trong phủ Kim Hoa, sắp xếp cho họ chỗ ăn ở tử tế, đầy đủ; sai sanh viên Ninh Ba là Tưởng Châu và Trần Khả Nguyện đến Nhật Bản giao thiệp với con nuôi của Uông Trực là Mao Hải Phong (còn gọi là Vương Ngao), rồi gặp được Uông Trực, tiến hành chiêu dụ. Uông Trực được tin gia quyến vẫn bình an, cho rằng bản thân không muốn làm giặc, chẳng qua lệnh Cấm biển quá vô lý mới thành nông nỗi, tỏ ý chấp nhận đầu hàng; bèn giữ Tưởng Châu ở lại, sai Mao Hải Phong hộ tống Trần Khả Nguyện về gặp Hồ Tôn Hiến, nhằm thương lượng cụ thể các điều kiện để được chiêu nạp. Hồ Tôn Hiến hậu đãi Mao Hải Phong, nhằm tiêu trừ sự nghi ngờ, do dự của Uông Trực .
Mao Hải Phong về đảo kể hết với Uông Trực, hai cha con đều tưởng Hồ Tôn Hiến thành tâm thành ý. Uông Trực và Mao Hải Phong cho quân đi đánh phá các nhóm Oa khấu ở Chu Sơn, Liệt Biều để lập công với triều đình, Hồ Tôn Hiến xin triều đình ban cho họ Vương nhiều vàng bạc. Uông Trực từ đó thường cung cấp tin tình báo về Từ Hải, Trần Đông cho bên quân triều đình biết mà đối phó.

### Cái chết
Năm Gia Tĩnh 36 (1557), Uông Trực nghe tin nhóm chiến hữu Từ Hải đều bị diệt thì cảm thấy hoang mang, cùng thủ hạ dong chiến thuyền xuống vùng Sầm Cảng, Ninh Ba để thăm dò tình hình.
Lúc này Hồ Tôn Hiến phái người đến gặp Tưởng Châu, chuyển thông tin đến Uông Trực rằng: "Nếu Vương công chịu quy thuận thì triều đình sẽ phong làm Đô đốc, trấn giữ vùng biển". Uông Trực nghe rất vui mừng, cùng Tưởng Châu ăn thề, rồi sai Mao Hải Phong, Diệp Bích Xuyên đi trước cùng Tưởng Châu, còn mình thống lĩnh đại quân đi sau.
Hồ Tôn Hiến đón tiếp Uông Trực rất tử tế, tại Hàng Châu sắp xếp một phủ đệ xa hoa cho Uông Trực ở, cư xử như đại thần ngoại quốc. Dụng ý Hồ Tôn Hiến là muốn triều đình xá tội và trọng dụng Uông Trực để dùng địch chế địch, giải trừ nỗi lo trên biển. Nhưng sớ dâng lên, các đại thần như Vương Quốc Trinh đều phản đối, gọi Uông Trực là kẻ cầm đầu Uy khấu không thể tha thứ. Trong triều lại rộ lên tin đồn là do Hồ Tôn Hiến nhận hối lộ của Uông Trực rất nhiều nên cố xin tha tội cho Trực.
Hồ Tôn Hiến nghe vậy thì lại dâng tấu thư thay đổi đề nghị trước đây, nói rằng Uông Trực "câu kết Oa khấu, đánh phá cướp bóc, làm loạn Đông Nam, vùng biển chấn động" do đó, tội ác cùng cực, phải xử đại hình.
Ngày 5 tháng 2 năm thứ 37 (1558), Uông Trực trong lúc du ngoạn Hàng Châu bị Tuần án ngự sử Vương Bản Cố bắt giam. Dưới áp lực của triều đình , Hồ Tôn Hiến đành dâng thư xin chém Uông Trực . Minh Thế Tông hạ chiếu xử tử Uông Trực . Ở trong ngục, Uông Trực viết "Tự minh sớ" cả vạn chữ để minh oan hành vi của mình chỉ là muốn thông thương, buôn bán có lợi cho dân chứ không hề phản bội, theo giặc hại nước.
Ngày 15 tháng 12 năm Gia Tĩnh thứ 38 (1559), Uông Trực cùng quyến thuộc hơn 10 người bị xử chém ở cửa Thành Quan, Hàng Châu. Trước lúc chịu hình, gặp mặt con trai, Uông Trực gỡ cây trâm vàng ra khỏi búi tóc trao cho con, than rằng: "Không ngờ lại chết nơi đất khách!" , đến chết không run sợ. Vợ con bị phát phối làm nô tỳ cho nhà các công thần.

## Hậu quả
Uông Trực bị giết, hơn 3.000 tinh binh của Uông Trực đóng ở Sầm Cảng đều quyết chí báo thù. Mao Hải Phong cho đem con tin Hạ Chính ra xẻo thịt nơi đầu thuyền, chửi mắng quân Minh bội ước.
Hồ Tôn Hiến đau đớn lập đàn tế nơi bờ biển. Quân Uông Trực thực hiện cuồng sát, đánh phá từ Triều Châu đến Phúc Châu, quân triều đình do Nguyễn Ngạc chỉ huy không sao địch nổi phải đem 2 vạn lượng bạc cùng 6 chiếc thuyền mới làm quà tặng để đổi sự bình yên.
Các nhóm hải khấu nổi dậy quấy phá khắp nơi, giăng cờ báo thù cho Uông Trực, không ai còn nghe lời chiêu an nữa. Triều đình khiển trách Hồ Tôn Hiến nặng nề cho rằng đây là trách nhiệm của Hồ Tôn Hiến, vì ông ta đã không thể kiên trì với sách lược chiêu dụ của mình, không giữ lời hứa không giết Uông Trực. Nếu Uông Trực sống thì còn có thể ước thúc cướp biển, Uông Trực chết nên chiến loạn không sao dừng được.
Năm 2000, 12 người Nhật Bản từ Fukue, Nagasaki đến huyện Hấp đem tiền riêng ra tu sửa mộ của Uông Trực, gây ra sự tranh cãi rất kịch liệt trong dư luận Trung Quốc. Ngày 31 tháng 1 năm 2005, 2 vị giáo sư đại học là Quách Tuyền, Ổ Vĩ Dân kết tội Uông Trực là Hán gian, đã đập phá bia mộ của ông .